# Diu (dystrykt)

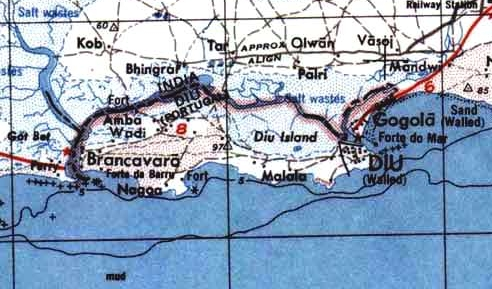
Terytorium Diu na mapie z 1956

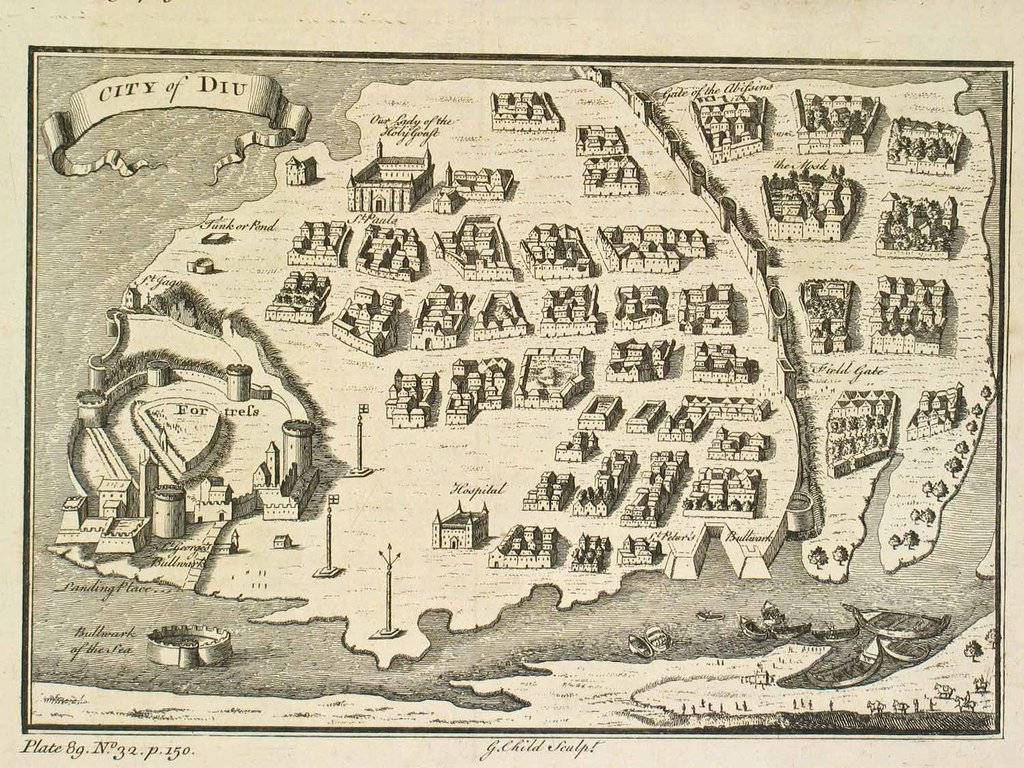
Miasto Diu na mapie z 1729

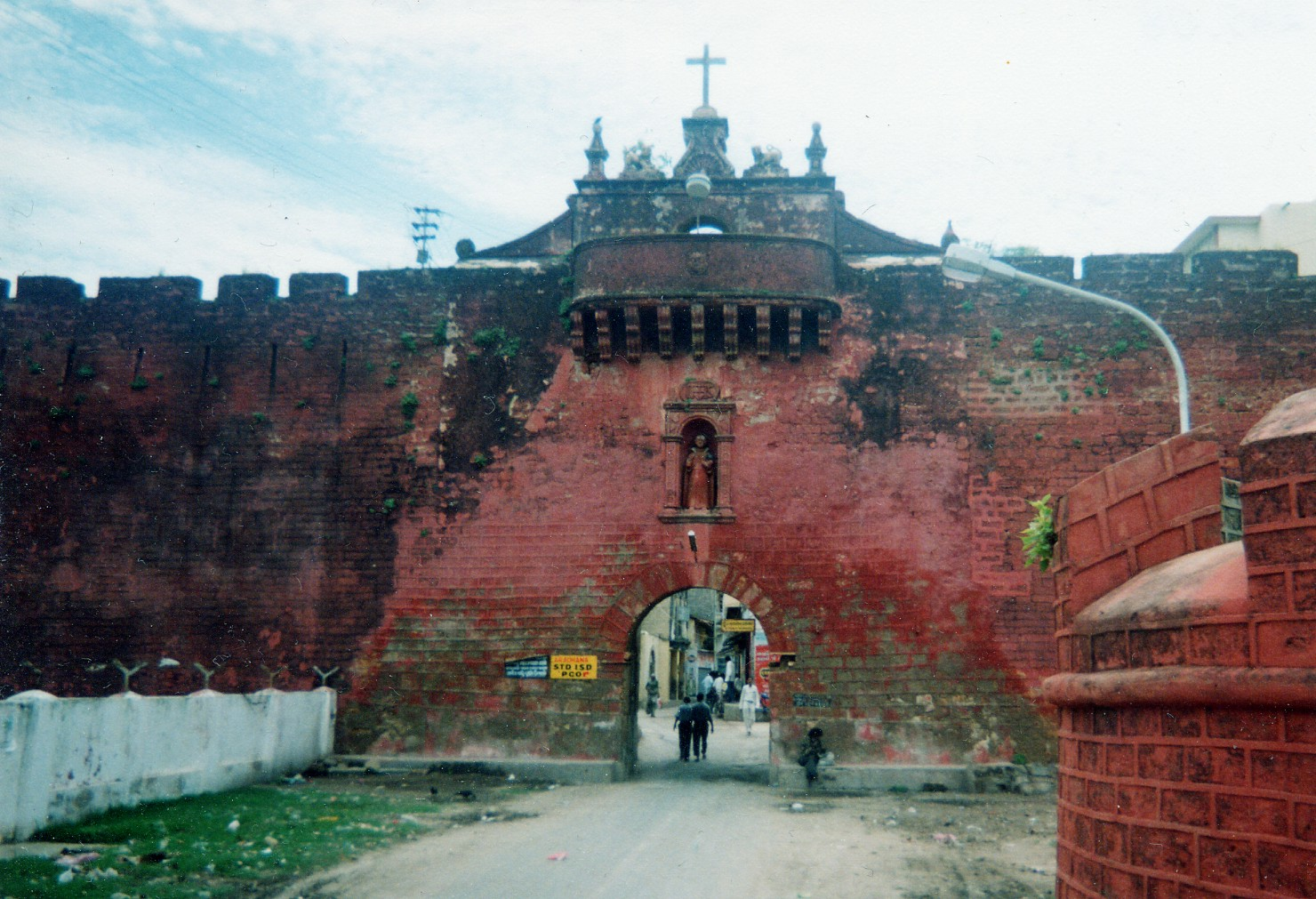
Jedna z bram w murach miejskich Diu

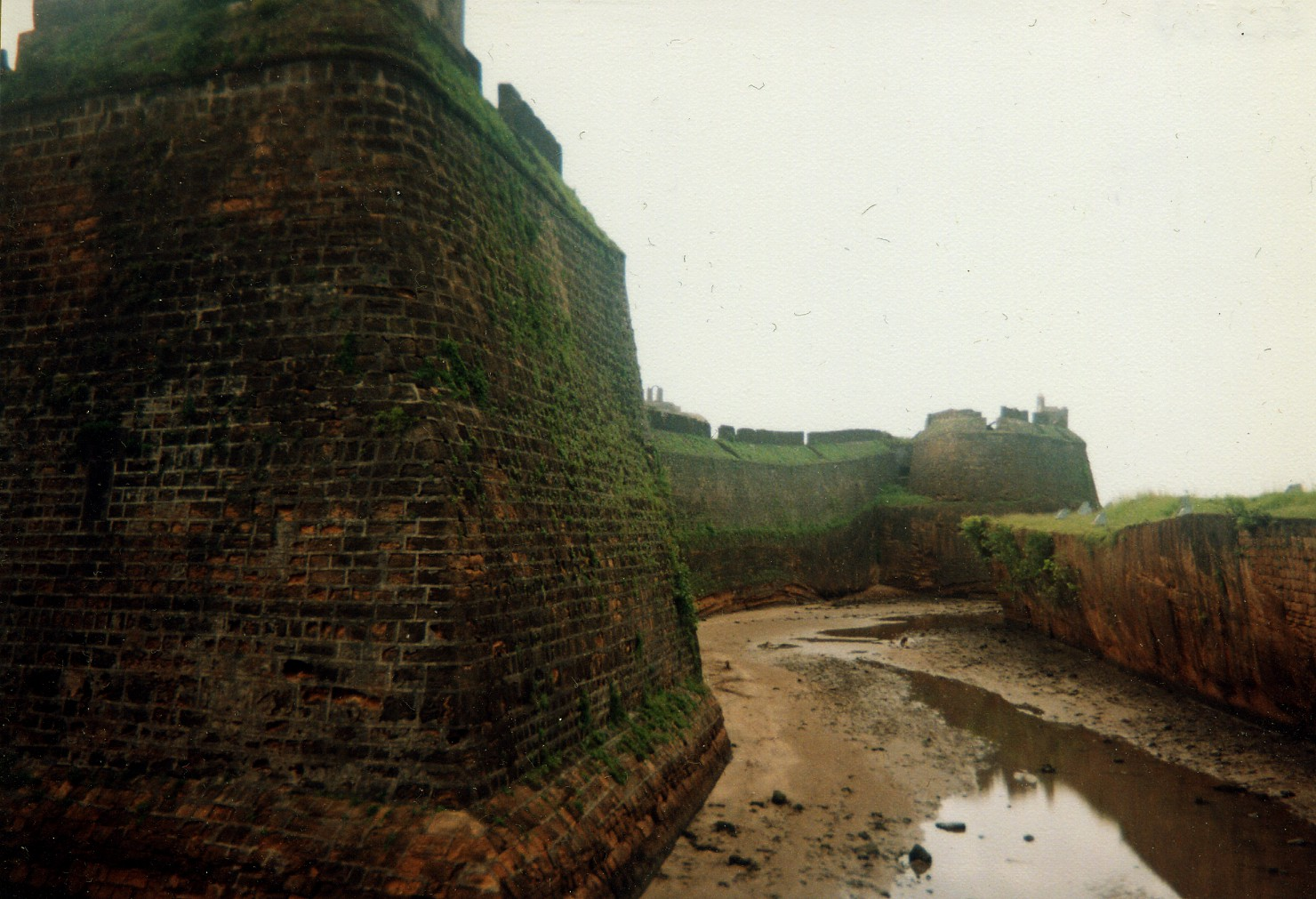
Fosa i mury zewnętrzne fortu Diu

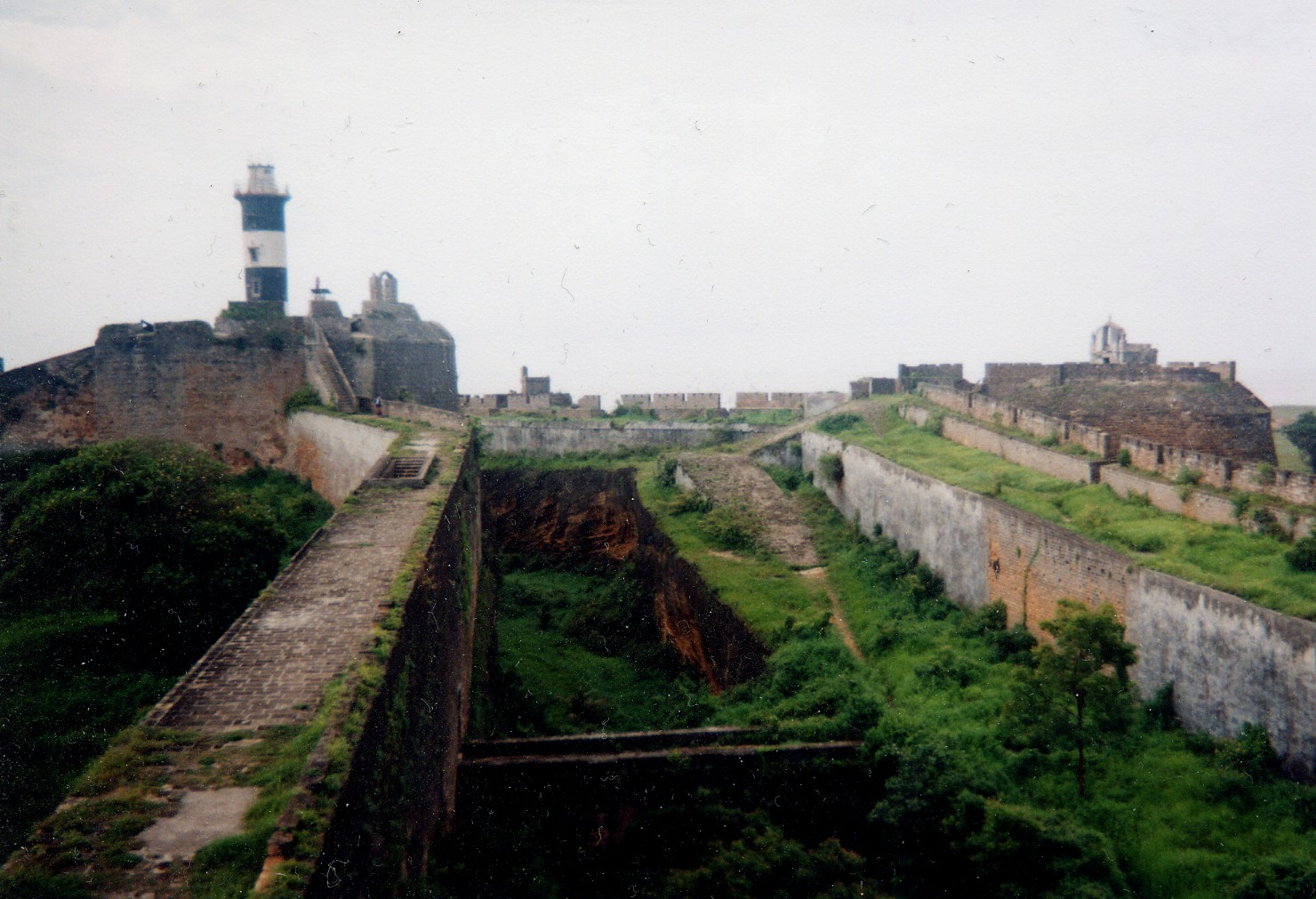
Wnętrze fortu Diu

Diu (hindi दीव, trb.: Diw, trl.: Dīv; gudźarati દિયૂ, trl.: Diyū; ang. Diu; port. Diu) – dystrykt wchodzący w skład indyjskiego terytorium związkowego Dadra, Nagarhaweli, Daman i Diu.

## Geografia
Dystrykt zajmuje przybrzeżną wyspę Diu oraz niewielki półwysep Ghoghla. Wyspa Diu oddzielona jest od stałego lądu, półwyspu Kathijawar w stanie Gudźarat, wąskim kanałem, przez który przerzucono dwa mosty. Ma ona kształt wrzecionowaty o wymiarach 11 na 3 km. Stolica dystryktu, miasto Diu, znajduje się we wschodniej części wyspy, na cyplu oddzielonym murami obronnymi od pozostałej części wyspy. Pozostałymi miejscowościami dystryktu są: Ghughla, Fudam, Malala, Vakanbara i Bucharwada.

## Historia
Od XIV w, Diu było ważnym portem handlowym i bazą marynarki wojennej Egiptu (wówczas państwa mameluków), dzięki której kontrolowane były północne wybrzeża Morza Arabskiego. Po odkryciu morskiej drogi do Indii portem, a zarazem panowaniem nad tym akwenem zainteresowali się Portugalczycy. Efektem tego były bitwy morskie jakie rozegrano w pierwszej dekadzie XVI w. Jedną z ważniejszych była bitwa morska pod Diu z 1509, w której flota portugalska rozgromiła połączone siły Mameluków (w skład których wchodził też kontyngent osmański), sułtana Gudźaratu, oraz władcy Kalikatu. Po tej bitwie Portugalczycy panowali niepodzielnie na Morzu Arabskim, lecz jeszcze nie zajęli samego Diu.
Po nieudanej próbie zdobycia Diu w 1531, Portugalczycy ostatecznie zajęli wyspę w 1535 w wyniku układu sojuszniczego z sułtanem Gudźaratu. Sojusz przetrwał zaledwie 3 lata, a gdy rozczarowany polityką Portugalczyków sułtan postanowił odebrać im Diu, Portugalczycy stawili zacięty opór. Zaraz po zajęciu wyspy Portugalczycy zbudowali na jej wschodnim krańcu fort, istniejący do tej pory, wokół którego rozrosło się miasto. Diu stało się jednym z terytoriów wchodzących w skład Indii Portugalskich (Índia Portuguesa, Estado da Índia). Panowanie portugalskie zakończyło się 19 grudnia 1961, kiedy to w wyniku krótkotrwałej wojny indyjsko-portugalskiej, portugalskie posiadłości zostały przyłączone do zjednoczonych Indii.
Dystrykt był częścią, istniejącego latach 1987–2020, terytorium związkowego Daman i Diu.

## Demografia
Jeden z mniejszych dystryktów Indii – ma powierzchnię 39 km², a zamieszkany jest przez 52 074 osób(2011), co daje mu 631. miejsce pod względem ludności spośród 640 dystryktów Indii. Gęstość zaludnienia wyniosła 1,335 osób/km², a na każdego mężczyznę przypadało 1,031 kobiety.
Liczba ludności (dane z 2011):
|        | Ogółem | Ogółem | Kobiety | Kobiety | Mężczyźni | Mężczyźni |
| osób   | %      | osób   | %       | osób    | %         |           |
| ------ | ------ | ------ | ------- | ------- | --------- | --------- |
| Ogółem | 52 074 | 100    | 26 432  | 50,76   | 25 642    | 49,24     |
| Miasto | 23 991 | 46,07  | 12 377  | 23,77   | 11 614    | 22,30     |
| Wieś   | 28 083 | 53,93  | 14 055  | 26,99   | 14 028    | 26,94     |

▶Wieś vs ▶miasto
Ogółem (▶k, ▶m)
Miasto (▶k, ▶m)
Wieś (▶k, ▶m)